# Feux de forêt en Colombie-Britannique de 2017
Les feux de forêt en Colombie-Britannique de 2017 sont une série d'incendies qui se déroulèrent à partir du 6 juillet à travers cette province canadienne. L'année 2017 a battu le record de feux de forêt pour la province. Le premier feu se déclara le 6 juillet à l'ouest de 100 Mile House et, le lendemain, 56 autres feux de forêt se déclarèrent à travers la province menant à de nombreuses évacuations et à la déclaration de l'état d'urgence provincial par le gouvernement de la Colombie-Britannique (en). En date du 12 septembre, il y avait 158 feux de forêt répandus à travers la province.

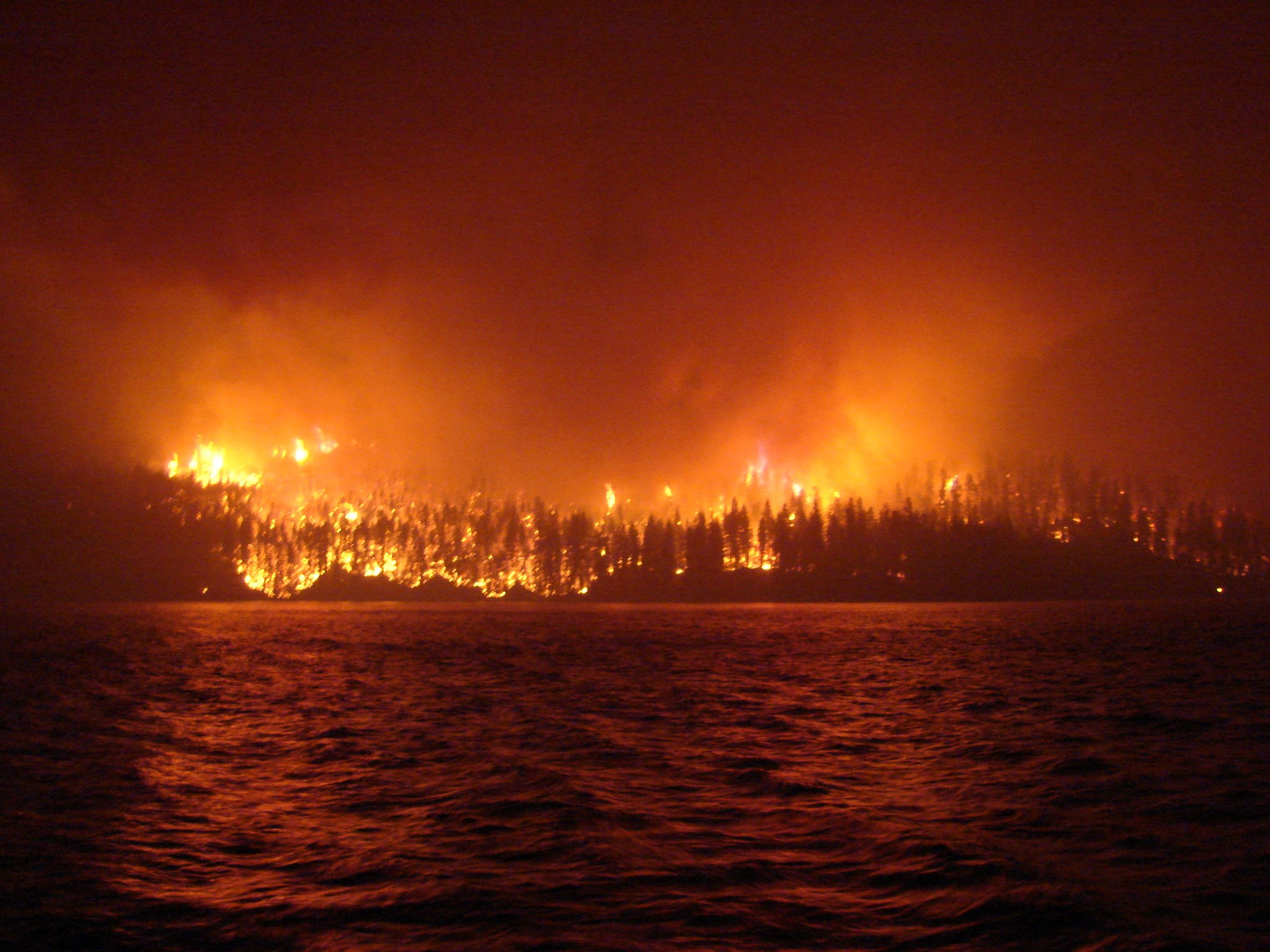
Feu de forêt de la réserve indienne d'Ashcroft

Au cours de l'année 2017, 12 161 km2 ont été brûlés. Cela représente la plus grande surface brûlée dans une saison de feux de forêt de l'histoire de la Colombie-Britannique. Ce record a été battu l'année suivante (en). Les feux de forêt de 2017 ont été particulièrement notoires puisqu'ils causèrent le plus grand nombre total de personnes évacuées avec 65 000 évacués ainsi que le plus grand feu en superficie de l'histoire de la province.